# Chica Umino
Chica Umino (羽海野チカ, Umino Chika, Adachi, 30 de agosto) é o pseudônimo de uma artista, designer e ilustradora de mangá japonês.
Umino é conhecida por ser a autora e criadora da série de mangá josei Honey and Clover, pela qual recebeu o Prêmio de Mangá Kodansha em 2003, e que foi adaptada para uma série de anime, produzida pelo estúdio de animação japonês J.C.Staff. 
Em 2011, a autora foi novamente premiada pela Kodansha com a série de mangá seinen Sangatsu no Lion.

## Biografia
Chica Umino aspirava ser uma designer de personagens e artista de mangá desde o ensino fundamental. No ensino médio, ela teve um trabalho publicado na revista de mangá shojo "Bouquet", publicada pela Shueisha de 1978 a 2000.  
Seu pseudônimo vem de seu trabalho one-shot Umi no Chikaku no Yuuenchi (海の近くの遊園地, lit. um parque de diversões à beira-mar). Depois de se formar, ela conseguiu um emprego na Sanrio e começou atividades de doujinshi fora do trabalho. Após três anos, aposentou-se da empresa e trabalhou como freelancer de ilustrações e recortes de mercadorias. 
Ela gosta de Harry Potter e das animações de Hayao Miyazaki. Livros ocidentais como Anne of Green Gables (para o qual ela desenhou a arte da capa em uma versão republicada em 2011) que ela leu quando criança teve uma influência notável em seu trabalho, especialmente como ela escolhe retratar constelações familiares incomuns. Algumas das inspirações de Umino como artista vêm dos artistas Fusako Kuramochi e Moto Hagio, o último dos quais era autodidata em técnicas artísticas. 
Em 2000, o trabalho mais notável de Umino, Honey and Clover, começou a ser publicado na revista de mangá da Shueisha, CUTiEcomic. Os primeiros quatorze capítulos da série foram publicados na CUTiEcomic; a serialização foi posteriormente movida para a revista Young YOU. Com o fechamento de Young YOU em 2005, a série mudou-se para a revista Chorus, que continuou sua veiculação até a série terminar em julho de 2006 com 64 capítulos. 
Em 2003, Umino recebeu o 27º Prêmio de Mangá Kodansha por Honey and Clover, que foi adaptado em uma série de anime produzida pela J.C.Staff.
O trabalho mais recente de Umino é Sangatsu no Lion (3月のライオン, Sangatsu no Raion) lit. "Leão em Março" ou "Leão de Março", que começou a ser serializado, em 2007, na revista de mangá seinen de Hakusensha, Young Animal. Sangatsu no Lion foi inspirado no editor de Umino, que sugeriu que seu próximo trabalho fosse sobre shogi ou boxe. Como a própria Umino não tinha nenhuma experiência anterior com shogi, os jogos descritos no mangá foram desenhados em parceria com um supervisor.
Em 2009, ela foi anunciada como responsável pelo design de personagens da série de anime original Higashi no Eden do diretor Kenji Kamiyama.
Umino também ilustrou "Tobira o Akete" e a série "Glass Heart", incluindo "Boukensha-tachi", "Netsu no Shiro" e "Love Way".
Em 2013, Umino foi internada para cirurgia e tratamento médico, sendo suspensa temporariamente de suas atividades.
No ano seguinte, a mangaká venceu o 18º Prémio Cultural Osamu Tezuka pela obra Sangatsu no Lion.
Em 2020, Umino desenhou os mascotes oficiais do Noitamina, Mina e Noitan, para comemorar o 15º aniversário do bloco de programação da Fuji Television dedicada a animes.

## Obras

### One-shots
- Sora no Kotori
- Hoshi no Opera

### Mangá
- Honey and Clover[3]
- Sangatsu no Lion[14]

### Livros
- Honey and Clover: Official fan book vol.0
- Honey and Clover Illustrations

### Desenho de personagem
- Higashi no Eden[9][10]
- Fate / Grand Order